# Campeonato Asiático de Handebol Masculino de 1983
O Campeonato Asiático de Handebol Masculino de 1983 (1983 البطولة الآسيوية لكرة اليد للرجال (em árabe)) foi a décima primeira edição do principal campeonato de andebol (português europeu) ou handebol (português brasileiro) masculino do continente asiático. A Coreia do Sul foi o país sede e os jogos ocorreram na cidade de Seul.
A Coreia do Sul foi campeã pela primeira vez, com o Japão segundo e o Kuwait terceiro.